# Helge Nelson
Helge Magnus Oskar Nelson, född 15 april 1882 i Ystad, död 23 januari 1966, var en svensk geograf.

## Biografi
Nelson blev filosofie licentiat 1908 och filosofie doktor i Uppsala 1911 på avhandlingen Om randdeltan och randåsar i mellersta och södra Sverige (1910). Han var lärare vid Ölands folkhögskola 1906–1909, rektor vid Stenstorps folkhögskola 1909–1915, adjunkt i historia och geografi vid Göteborgs seminarium 1914, rektor vid Stockholms seminarium 1915 och professor i geografi vid Lunds universitet 1916–1947. Nelson började efter sitt tillträde som professor i geografi arbeta med att reformera Geografiska institutionen. Bland annat utvecklade han såväl kartsamlingen som biblioteket. Exkursionsverksamheten intensifierades.
Nelson grundade Geografiska föreningen 1921. Föreningens syfte var att knyta utomstående intresserade till geografiämnet. På hans initiativ tillkom Sydsvenska geografiska sällskapet, i vilket han var sekreterare 1925–1950 och ordförande 1951–1953. Detta sällskap skapades i syfte att stärka det ekonomiska underlaget för geografistudenterna. 
Årsskriften Svensk geografisk årsbok utkom första gången 1925, som ett resultat av sällskapets verksamhet. Nelson var redaktör för denna från starten till 1950.
Flera av Nelsons studenter kom att inrikta sin forskning på Östergötlands bergslag och på Sydsvenska höglandet. Han föreläste som Visiting Member of Faculty vid University of Chicago 1926, var censor vid studentexamen 1932–1952 och företog studieresor i Nordamerika 1921, 1925, 1926 och 1933. Han var medlem av Lunds domkapitel 1937-48.
Nelson var ledamot av Fysiografiska sällskapet i Lund (1918), Humanistiska vetenskapssamfundet i Lund (1918), Vetenskapssocieteten i Lund (1923), Vitterhets-, historie- och antikvitetsakademien (1935) och hedersledamot av Gustav Adolfsakademien för folklivsforskning (1955). Han var inspektor i Västgöta nation.
Han gifte sig 1915 med Evy Möller (1884–1970). De är begravda på Norra kyrkogården i Lund.